# Belenos
Belenos, Belenus of Beli Mawr, was de Keltische god van de zon. Hij was de Keltische god van lucht en genezing, van boogschieten, voorspelling en muziek.
Hij werd op 1 mei geëerd, de oude Kelten hielden dan het feest van Beltane. Ze maakten dan grote vreugdevuren, om de warmte van de zon te bevorderen. Hij ontving ook votiefgaven. Zijn symbool was het paard en wiel, en hij zou met zijn strijdwagen door de zon rijden. Het geloof in Belenos was erg wijd verspreid, van hedendaags Engeland tot Zuid-Gallië en Noord-Italië.
Mogelijk was de god Bel de gemeenschappelijke god van de Keltische stammen in het gebied dat Belgica werd genoemd.
Belenos was het Keltische evenbeeld van Apollo, de zoon van Jupiter en Latona.
Belenos was de echtgenoot van Belisama.
Van de naam ontstond ook een vrouwelijke variant: Belena. Hiervan is de Franse plaatsnaam Beaune afgeleid.
Belenos is bij het brede publiek bekend geworden als een van de goden die aangeroepen wordt in de stripreeks Asterix.
Abnoba · 
Ancamna ·
Andarta ·
Andraste ·
Anu ·
Artio · 
Arduinna · 
Arvernorix · 
Aufaniae · 
Ategnissa · 
Aveta · 
Badb ·
Banba ·
Belenos ·
Belisama · 
Bormo · 
Branwen ·
Breg ·
Bres ·
Breogán ·
Brigantia · 
Bussurigios · 
Cailleach ·
Camulos ·
Caturix · 
Cernunnos ·
Cicollos · 
Cissonius · 
Cú Chulainn ·
Dagda ·
Danu ·
Domnu ·
Epona ·
Ériu ·
Esus ·
Fand ·
Fódla ·
Gontia · 
Grannus · 
Gwendolyn ·
Herecura · 
Icovellauna · 
Intarabis · 
Inciona ·
Iouga ·
Lí Ban ·
Litavis · 
Llŷr ·
Loucetius · 
Lugh ·
Lugos · 
Luxovius ·
Macha ·
Marrigu ·
Matres ·
Mogons · 
Mogontia · 
Morrigan ·
Nemain ·
Nemetona · 
Ogma ·
Ogmios · 
Poeninus · 
Ritona · 
Rhenus · 
Rosmerta · 
Seela ·
Sequana ·
Sídhe ·
Suleviae ·
Taranis · 
Toutiorix · 
Teutanus · 
Teutates ·
Tuatha Dé Danann ·
Vassocaletis · 
Vellaunus ·
Vosegus · 
Xulsigiae